# Vacuna de Oxford-AstraZeneca contra la COVID-19
La vacuna de Oxford-AstraZeneca contra la COVID-19, de nombre en clave AZD1222, comercializada bajo los nombres de Covishield y Vaxzevria es una vacuna de vector viral contra el SARS-CoV-2, virus que causa la COVID-19. Fue desarrollada por la Universidad de Oxford y la empresa farmacéutica AstraZeneca y se administra por inyección intramuscular, utilizando como vector el adenovirus de chimpancé modificado ChAdOx1. Un análisis publicado el 19 de febrero de 2021 muestra que la vacuna tiene una eficacia del 76 % a la hora de prevenir los síntomas de la COVID-19 a partir de 22 días tras la primera dosis, aumentando hasta un 81,3 % si se aplica una segunda dosis doce semanas después de la primera. La vacuna posee un buen perfil de seguridad, siendo algunos de sus efectos secundarios dolor en la localización de la inyección, náuseas y dolor de cabeza; y estos suelen disiparse a lo largo de varios días. Con mucha menor frecuencia puede darse una reacción de anafilaxia, siendo esta de 234 casos en cada 11,7 millones de vacunaciones. También se ha identificado, ocurriendo muy raramente, una relación entre la vacuna y varios casos de trombosis: a fecha de 22 de marzo de 2021, estos eran 86 casos en un total de 25 millones de vacunaciones en la Unión Europea y el Reino Unido.
El 30 de diciembre de 2020, la vacuna fue por primera vez aprobada para su uso en el Reino Unido, y la primera vacunación fuera de un ensayo clínico se llevó a cabo el 4 de enero de 2021. Desde entonces, la vacuna ha sido aprobada por varias instituciones médicas estatales en todo el mundo, como la Agencia Europea de Medicamentos (EMA) y la Administración de Bienes Terapéuticos en Australia. Algunos países han limitado su uso a personas de edad avanzada en relación con los raros casos de trombosis sufridos por individuos más jóvenes.
La investigación fue desarrollada por el Instituto Jenner de la Universidad de Oxford y el Grupo de Vacunas de Oxford. El equipo estuvo dirigido por Sarah Gilbert, Adrian Hill, Andrew Pollard, Teresa Lambe, Sandy Douglas y Catherine Green. En 2002, el equipo fue galardonado con la medalla Copley «por desarrollar y desplegar rápidamente una vacuna COVID-19». Para recibir el premio, hasta ese momento solamente concedido a personas físicas, se modificaron las bases para su concesión a equipos.
En marzo de 2024, la Comisión de la UE decidió revocar la autorización de comercialización de Vaxzevria en el EEE con efecto a partir del 7 de mayo de 2024 a petición del titular de la autorización de comercialización.

## Usos clínicos

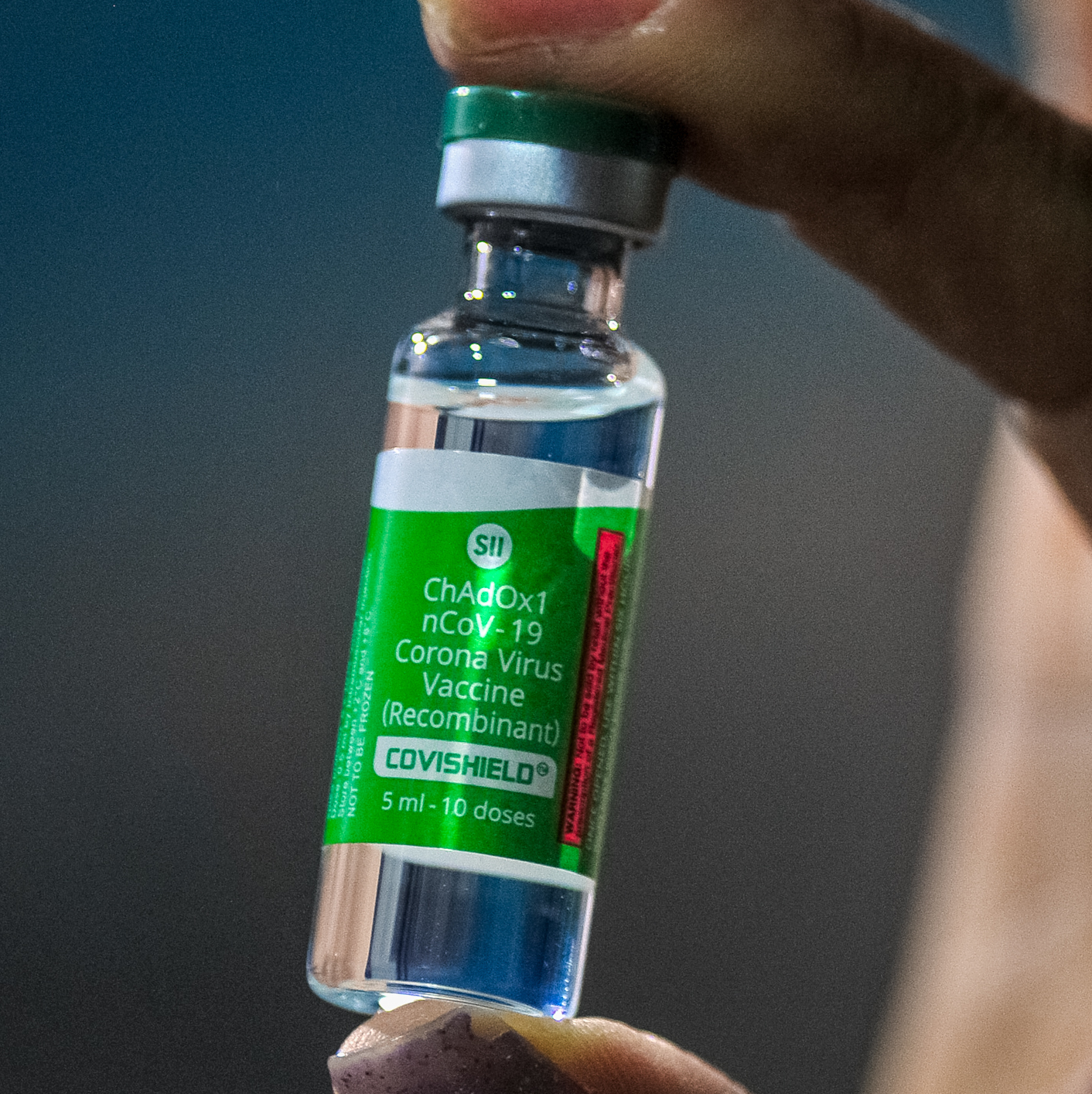
Vial de la vacuna de Oxford-AstraZeneca elaborado en India, donde se comercializa con el nombre de Covishield

La vacuna de Oxford-AstraZeneca para la COVID-19 se usa para proporcionar protección (inmunidad específica), contra la infección por el SARS-CoV-2, con el objetivo de prevenir la enfermedad en adultos. Esta se administra en dos dosis de 0,5 mililitros inyectadas por vía intramuscular en la localización del músculo deltoides (situado en la parte superior del brazo), y que deberán aplicarse en un período de cuatro a tres semanas entre ellas. La OMS recomienda que la segunda dosis sea administrada entre ocho y doce semanas para obtener la mayor eficacia.

## Efectos adversos
Los efectos secundarios más comunes en los ensayos clínicos fueron, en su gran mayoría, leves o moderados, y de duración transitoria, resolviéndose en unos pocos días tras la vacunación.
Se dieron síntomas como vómitos, diarrea, hinchazón, rubor en la zona de la inyección y disminución del número de plaquetas en menos de una de cada diez personas. Por otra parte, se dieron aumento de tamaño de los gánglios linfáticos, disminución del apetito, mareo, fatiga, sudor, dolor abdominal, picor y urticaria en menos de una de cada cien personas.
En ocasiones extremadamente raras (7,9 casos por cada millón de dosis a día 14 de marzo de 2021) la vacuna puede provocar casos de trombosis venosa en combinación con niveles bajos de plaquetas. A noviembre de 2021 la vacuna de Oxford-Astra Zeneca ha causado 73 fallecimientos por trombosis en el Reino Unido de un total de 50 millones de dosis administradas.
Como ocurre con otras vacunas, se dan casos de anafilaxia y reacciones alérgicas, que deben ser supervisados en detalle. Sin embargo, estos se dan con muy poca frecuencia: la EMA ha identificado 41 casos de reacciones alérgicas severas entre cinco millones de vacunados en el Reino Unido.

## Eficacia
El 23 de noviembre de 2020, la Universidad de Oxford y AstraZeneca anunciaron los resultados provisionales del ensayo de fase 3 de la vacuna. Se criticaron los métodos utilizados en el informe, que combinaban resultados de 62 % y 90 % de diferentes grupos de sujetos de prueba que recibieron diferentes dosis para llegar a una cifra del 70 %. AstraZeneca dijo que llevaría a cabo una prueba más en varios países utilizando la dosis más baja que había dado lugar a un porcentaje del 90%.
El 21 de marzo de 2021, AstraZeneca anunció los resultados preliminares de un ensayo clínico en el que habían participado más de 32 000 sujetos de EE. UU., Chile y Perú. Según la declaración, los resultados mostraron una eficacia del 79 % a la hora de prevenir los síntomas de la enfermedad, siendo esta del 100 % para su forma más grave. Además, AstraZeneca declaró igualmente que en el estudio no se halló relación entre un mayor riesgo de trombosis o eventos relacionados entre las 21 583 personas que recibieron al menos una dosis de la vacuna. Más del 20 % de los sujetos tenía una edad superior a 65 años (para quienes la eficacia reportada fue del 80 %), de los cuales el 60 % sufrían de morbilidades asociadas como diabetes, enfermedad cardiovascular u obesidad severa. Las conclusiones del estudio, sin embargo, fueron cuestionados al día siguiente en unas declaraciones de Anthony Fauci, principal experto en infermedades infecciosas en EE. UU., quien, citando un análisis de la Junta de Vigilancia de Datos y Seguridad americana, criticaba que la información publicada por AstraZeneca incluía "datos obsoletos" que aportaban una "visión incompleta" de los resultados. AstraZeneca respondería posteriormente a las declaraciones de Fauci comprometiéndose a colaborar con la Junta y a compartir los datos más actualizados del estudio. Cuatro días más tarde, el 25 de marzo, AstraZeneca publicaría el estudio anunciado, que afirmaba una eficacia del 76% (tres puntos por debajo de lo declarado inicialmente) 15 días después de la vacunación en sujetos que habían recibido dos dosis de la vacuna con un período de espera de cuatro semanas entre cada dosis.
Un estudio publicado el 14 de marzo de 2021 afirmó que una sola dosis de la vacuna proporciona protección —es decir, que el sujeto es capaz de generar anticuerpos tras su administración— en un 87% de individuos mayores de 80 años.

### Eficacia ante las variantes
Un estudio llevado a cabo por investigadores del Consorcio de Genómica COVID-19 del Reino Unido, el proyecto AMPHEUS y la Universidad de Oxford indicó que la vacuna posee una eficacia más reducida contra la enfermedad producida por la variante británica (B.1.1.7) del SARS-CoV-2, aunque afirmó que los infectados tenían una duración de los síntomas menor y una carga viral más baja, reduciendo por tanto el riesgo de transmisión. Tras la proliferación de las variantes sudafricana (B.1.351) y brasileña (B.1.1.248), AstraZeneca anunció que estaba trabajando para crear nuevas versiones de la vacuna que protegiesen ante estas, asegurando que una versión modificada de la vacuna estaría disponible en «tan solo unos meses» y que serviría como «actualización» de la vacuna original.
El 22 de mayo de 2021, un estudio preliminar realizado por Public Health England reveló que la vacuna ofrece un 60% de protección ante la variante india (B.1.617.2) tras la administración de dos dosis. Este estudio sería posteriormente ampliado y publicado en la revista científica New England Journal of Medicine, afirmando que dos dosis de la vacuna proporcionan un 67% de eficacia en la protección ante la enfermedad sintomática producida por la variante.

## Farmacología
La vacuna Oxford-AstraZeneca contra la COVID-19 es una vacuna de vector viral que contiene un adenovirus de chimpancé ChAdOx1 modificado y deficiente en la replicación, que contiene la secuencia completa que codifica la proteína de la espícula del SARS-CoV-2 junto con una secuencia líder del activador tisular del plasminógeno (tPA). El adenovirus se denomina "de replicación deficiente" porque algunos de sus genes esenciales requeridos para la replicación fueron eliminados y reemplazados por el gen que codifica la proteína de la espícula. Sin embargo, las células HEK 293 utilizadas para la fabricación de vacunas expresan varios genes adenovirales, incluidos los necesarios para que el vector se replique.
Tras la vacunación, el vector de adenovirus entra en las células y libera el ADN que codifica la proteína de espícula para que sea transportado al núcleo celular; a partir de entonces, la maquinaria de la célula realiza la transcripción de ADN a ARNm y la traducción a proteína de la espícula del SARS-CoV-2. La plataforma utilizada por esta vacuna que usa adenovirus como vector para administrar la secuencia codificante de la proteína de espícula es similar a la estrategia utilizada por las vacunas Johnson & Johnson COVID-19 y la vacuna rusa Sputnik V COVID-19. Después de la vacunación, el sistema inmunitario reconocerá y neutralizará la proteína de espícula con anticuerpos y células T si el virus logra ingresa al cuerpo.

## Historia

Países que han aprobado la vacuna de Oxford-AstraZeneca.

En junio de 2020, el Instituto Nacional de Alergias y Enfermedades Infecciosas (NIAID) de los Estados Unidos confirmó que la tercera fase de pruebas de posibles vacunas desarrolladas por la Universidad de Oxford y AstraZeneca comenzaría en julio de ese año. Llegado ese momento, AstraZeneca se asoció con IQVIA para acelerar los ensayos clínicos en Estados Unidos.
El 31 de agosto de 2020, AstraZeneca anunció que había comenzado a inscribir a adultos para un estudio en etapa tardía de 30.000 sujetos financiado por Estados Unidos.

### Desarrollo
El 8 de septiembre de 2020, AstraZeneca anunció la suspensión global del ensayo de la vacuna mientras se investigaba una posible reacción adversa en un participante en el Reino Unido.
El 13 de septiembre, AstraZeneca y la Universidad de Oxford reanudaron los ensayos clínicos en el Reino Unido después de que los reguladores concluyeran que era seguro hacerlo. AstraZeneca fue criticada por la seguridad de la vacuna después de las preocupaciones de los expertos que señalaron la negativa de la compañía a proporcionar detalles sobre enfermedades neurológicas graves en dos participantes que recibieron la vacuna experimental en Gran Bretaña. Si bien el ensayo se reanudó en el Reino Unido, Brasil, Sudáfrica, Japón e India, permaneció en pausa en los EE. UU. Hasta el 23 de octubre de 2020 mientras la FDA investigaba la enfermedad de un paciente que desencadenó la suspensión clínica, según Alex Azar, secretario del HHS.
El 15 de octubre de 2020, el Dr. João Pedro R. Feitosa, un médico de 28 años de Río de Janeiro, Brasil, que recibió un placebo en lugar de la vacuna de prueba en un ensayo clínico de AZD1222, murió a causa de las complicaciones por la COVID-19. La autoridad sanitaria brasileña Anvisa anunció que el ensayo continuaría en Brasil.

### Aprobación y aplicación
La vacuna permanece estable a la temperatura de una nevera y cuesta alrededor de 3 € por cada dosis. El 17 de diciembre de 2020, un tuit del Ministerio de Presupuestos de Bélgica reveló que la Unión Europea habría pagado 1,78 € por cada dosis. En un artículo de The New York Times se argumentó que el precio más bajo de lo normal estaría relacionado con la inversión significativa en infraestructura de producción por parte de la UE.
A 1  de marzo de  2021 el principio activo de la vacuna se producía en varios lugares del mundo, y AstraZeneca afirmó haber establecido 25 fábricas de producción en 15 países diferentes.  Dentro del Reino Unido, estos se hallan en Oxford y Keele, mientras que el embotellado y etiquetado final se produce en Wrexham. Otros lugar de producción se encuentra en el Instituto de Suero de India, en Pune.  La fábrica de producción de Halix se halla en Leiden, Holanda y fue autorizada por la EMA el 26 de marzo de 2021, junto con otras tres localizaciones dentro del territorio de la Unión.
Según el vicepresidente de operaciones y tecnología de AstraZeneca, Pam Cheng, la empresa disponía de alrededor de 200 millones de dosis preparadas en el mundo entero a finales del año 2020, con una capacidad de producir de 100 a 200 más al mes una vez mejorada la cadena de producción.
El domingo 17 de enero de 2021 la reguladora sanitaria federal brasileña Anvisa, aprobó el uso de emergencia de la vacuna británica AstraZeneca/Oxford.

### Suspensiones

#### Europa
El 3 de marzo de 2021, Austria suspendió el uso de la vacuna tras haber hallado dos casos de trombosis venosa en sujetos recientemente vacunados, de los cuales uno murió posteriormente. Aunque no se había establecido una relación de causalidad evidente entre el uso de la vacuna y los casos de trombosis, varios países, entre ellos Dinamarca, Noruega, Islandia, Bulgaria, Irlanda, Italia, España, Alemania, Francia, Países Bajos y Eslovenia suspendieron las vacunaciones de Astra-Zeneca, esperando una respuesta de la Agencia Europea de Medicamentos (EMA), que realizó una revisión de seguridad.
El 18 de ese mismo mes, la EMA avalaba la vacuna de Astra-Zeneca, afirmando que, tras el examen de informes médicos, autopsias y otros datos disponibles, se llegó a la conclusión de que esta era segura, citando que «los beneficios siguen siendo muy superiores a los riesgos». Entre otras razones, se incluyó que la COVID-19 provocaba un aumento de la incidencia de trombosis, siendo sustancialmente mayor que el detectado en sujetos vacunados. Asimismo adelantó que la población vacunada sería evaluada posteriormente con el objetivo de reducir posibles riesgos. España anunció ese mismo día que retomaría la vacunación tras el aval de la Agencia. Italia, Francia (que solo la administraría a mayores de 55 años), Alemania y varios otros países europeos lo harían a partir del viernes 19 de marzo, Portugal, Países Bajos y España lo harían la semana siguiente.
El 7 de abril de 2021, la EMA reconoce que podría existir una relación entre los coágulos de sangre y la vacuna, ahora denominada Vaxzevria. Sin embargo, respalda la seguridad y eficacia de la vacuna, afirmando que los coágulos sanguíneos son muy poco frecuentes, mientras que los beneficios generales de la vacuna superan con creces los riesgos de los efectos secundarios. Según el organismo, la incidencia de este tipo de casos es muy poco frecuente, y la gran mayoría se da en mujeres menores de 60 años. A fecha de 22 de marzo, existían 86 casos de problemas sanguíneos en personas vacunadas con Vaxzevria, habiendo sido administradas 25 millones de dosis, lo que supone menos de un caso por cada doscientas cincuenta mil personas vacunadas.
En abril de 2021, se informó que la Unión Europea no renovaría los contratos para la compra de vacunas de la farmacéutica anglo-sueca AstraZeneca, así como el que posee con Johnson & Johnson —ambas vacunas que utilizan tecnología de vector viral—, tras los raros casos de trombosis relacionados con estas.

#### Sudáfrica
El 7 de febrero de 2021, la vacunación en Sudáfrica se suspendió. Varios investigadores de la Universidad del Witwatersrand publicaron datos de origen interno y no verificados que sugerían que la vacuna proporcionaba una protección limitada contra la infección leve y moderada de la enfermedad. El 8 de febrero, La BBC informó de que varios expertos —como Katherine O'Brien, directora de inmunización en la OMS; o Jonathan Van-Tam, de la dirección médica británica— habían restado importancia al comunicado de Witwatersrand, y opinaban que era muy probable que la vacuna sí tuviese un efecto protector ante las versiones moderadas y severas de la enfermedad en la variante sudafricana. Más tarde, sin embargo, el gobierno sudafricano acabaría por cancelar su programa de vacunación con la vacuna de AstraZeneca.

#### Canadá
El 29 de marzo de 2021, el Comité Consultivo Nacional de Inmunización (NACI, por sus siglas en inglés) canadiense recomendó suspender la distribución de la vacuna en pacientes por debajo de la edad de 55 años; alegando que el risgo de trombosis era mayor en pacientes más jóvenes, y que el organismo tenía que actualizar sus recomendaciones según los datos más recientes disponibles. A consecuencia de esto, la mayoría de las regiones canadienses anunciaron posteriormente que seguirían esta pauta. A día 20 de abril de 2021, se habían dado tres casos confirmados de trombosis vinculados a la administración de la vacuna en Canadá, de entre las más de 700 000 dosis aplicadas en el país.
A partir del 18 de abril del mismo año, coincidiendo con una gran tercera ola del virus, varias provincias canadienses —incluidas Alberta, Columbia Británica, Ontario y Saskatchewan— anunciaron que volverían a vacunar con AstraZeneca a ciudadanos mayores de cuarenta. Quebec también extendió su elegibilidad a ciudadanos de 45 o más años de edad. La recomendación del NACI se actualizó el 14 de abril incluyendo la afirmación de que «el riesgo de que se den sucesos tromboembólicos es muy raro, y los beneficios que proporciona la vacuna los superan con creces».
El 23 de abril, basándose en la situación de la distribución de las vacunas de ARN mensajero, el NACI recomendó ofrecer la vacuna de AstraZeneca a pacientes mayores de treinta años que no deseasen esperar a recibir una vacuna de ARNm.

#### Indonesia
A mediados de marzo de 2021, Indonesia paró la administración de la vacuna esperando una declaración de la OMS respecto a la seguridad de su uso. El país continuaría la vacunación con AstraZeneca el 19 de marzo.

#### Australia
El 8 de abril de 2021, Australia actualizó sus recomendaciones de administración de la vacuna para los ciudadanos menores de 50, animando a usar la vacuna de Pfizer en individuos menores de 50 años de edad que no hubiesen recibido ya una primera dosis de AstraZeneca. La vacuna podría, sin embargo, usarse en ciudadanos por debajo de esa edad, en casos en los que los beneficios superasen los riesgos y bajo la firma de una autorización de consentimiento informado con un profesional médico.

#### Malasia
Aun habiendo sido aprobada inicialmente, el gobierno de Malasia eliminaría más tarde la vacuna de AstraZeneca de su programa de inmunización ante las dudas generadas sobre su seguridad, redirigiendo el resto de sus existencias a otros territorios, como Selangor y Kuala Lumpur.

#### Chile
El 3 de junio de 2021 el Ministerio de Salud anunció una suspensión transitoria de la inoculación para menores de 45 años a consecuencia de una investigación realizada por el Instituto de Salud Pública ante las posibles reacciones adversas graves en un hombre vacunado de 31 años.